# Fabrice Jau
Pour les articles homonymes, voir Jau.
Fabrice Jau est un footballeur français né le 4 septembre 1978 à Toulouse, milieu de terrain droitier exclusif.
Ayant commencé sa carrière dans sa ville natale (au Toulouse FC), le joueur rejoint en 2001 la Corse pour y relever un nouveau challenge sportif. Jeune joueur, il ne jouera qu'une saison et demie avec le SC Bastia avant d'être prêté à l'ASSE alors en L2 pour s'aguerrir. 
Il rejoindra à nouveau ce club pour un an et demi et participera activement à la remontée en L1 des Verts et au titre 2004 de L2. Non conservé car les exigences bastiaises ne correspondaient pas aux moyens stéphanois, le joueur retrouve la Corse pour deux saisons avant de rejoindre le Club Sportif Sedan Ardennes en 2006, club évoluant en L1. 
Après une saison passée en L1, le Club Sportif Sedan Ardennes descend en L2 et le joueur rejoint le sud et le SC Bastia club quitté un an auparavant. Depuis la saison 2007/2008, il évolue au SC Bastia où il devient un homme clé de la formation entrainée par Bernard Casoni et apparaîtra parfois avec le brassard de capitaine.

## Biographie

### Jeunesse
Fabrice Jau a attendu très tard avant d'abandonner ses études pour se consacrer au football. En effet, après avoir réussi avec brio un BEP Comptabilité, il continue ses études (alors qu'ils n'étaient plus que deux en classe dans son centre de formation) jusqu'au BAC STT qu'il obtient aussi non sans brio. Ce n'est qu'après, avec ses apparitions en équipe première qu'il abandonne les bancs de l'école.

### Premiers pas de footballeur (1984-1998)
La carrière de Fabrice Jau commence à six ans dans le club de Argoulet Saint-Joseph "ASCU Saint-Joseph" en banlieue toulousaine, sous la direction de Pierre et Maurice Ducros. Cette proximité avec Toulouse, sa ville natale, et ses capacités lui permettent, à quinze ans de rejoindre le centre de préformation du Toulouse Football Club. Il fera toutes ses classes au club : -15 Ans, -17 Ans, DHR, CFA et équipe pro. Il participera notamment à une finale de championnat de -15 Ans. Sa génération de toulousains voit l'émergence d'autres talents comme Lamine Diatta, Mehdi Nafti, Nicolas Seube, Nicolas Dieuze ou encore Patrice Maurel.

### Carrière professionnelle

#### Débuts à Toulouse (1998-2001)
Son premier contrat pro est signé à tout juste vingt ans (Saison 1998-1999) et il commence sa saison en s'entraînant régulièrement avec les pros mais en conservant le statut de stagiaire. La CFA lui servira de révélateur. En effet, après deux bonnes prestations, Guy Lacombe, alors entraîneur de l'équipe première et qui l'avait supervisé, l'intègre au groupe professionnel. Après une première titularisation contre l'Olympique de Marseille (2-0), il ne quitte plus le groupe pro.
Il fera même plus que cela. Contre toute attente, il devient rapidement un titulaire indiscutable au club qui entretemps a changé d'entraîneur. Alain Giresse reconnaissant ses qualités ne manque pas de l'aligner à de nombreuses reprises. Mais le joueur est très vite supervisé et convoité par de grands clubs (comme la Real Sociedad, Racing de Santander, Racing Club de Lens par exemple).
Cependant, le joueur continue l'aventure toulousaine même après le limogeage en octobre 2002 d'Alain Giresse. Robert Nouzaret aura en effet sur lui le même regard et Fabrice Jau reste donc un élément essentiel du milieu de terrain toulousain. L'entraîneur et le joueur s'entendant bien, Robert Nouzaret, qui quitte le club en juin 2001, l'emmène avec lui en Corse au SC Bastia.

#### Passage à Bastia et prêt à Saint-Étienne (2001-2006)
Évoluant alors en milieu ou en défenseur latéral droit, Fabrice fait encore étalage de sa vitesse, sa vivacité (que sa stature, 1,85 m, 70 kg : grand et fin renforce), ses qualités techniques au point de devenir une des satisfactions bastiaises de la saison 2001-2002. Mais là encore tout n'a pas été facile. Le joueur, arrivé avec Robert Nouzaret eu beaucoup de mal à se faire respecter par le public bastiais qui voyait en lui un "pistonné" par Robert Nouzaret comme ses camarades Nicolas Dieuze ou Cédric Uras fraîchement débarqués du Toulouse FC. Le joueur fait cependant preuve de sérieux et de rigueur et parvient à démontrer l'étendue de ses qualités au point de gagner l'estime des supporters.
Et c'est ainsi que sa carrière reprend de plus belle et que ses débordements sur l'aile, sa facilité à percuter et à prendre les espaces, et sa qualité de centre se révèlent être de atouts précieux pour les ambitions bastiaises. Mais Robert Nouzaret s'en va en juillet 2002. L'arrivée de Gérard Gili change beaucoup de chose et Fabrice est condamné à retrouver le banc la plupart du temps. Avant le 25 janvier, il ne disputera que 7 petits matchs.
En 2003, afin de gagner du temps de jeu, il est prêté sans option d'achat pour 18 mois à l'AS Saint-Étienne, alors en Ligue 2. Il participe à la remontée des Verts en première division en 2004. Il obtient l'accord verbal de l'entraineur du club, Frédéric Antonetti, pour être conservé, le remplacement de ce derniers par Élie Baup dans un contexte tendue va cependant contraindre le joueur à retourner en Corse.
Il déclare en 2006 que la saison de la montée avec Saint-Étienne est le meilleur souvenir de sa carrière professionnelle.
Il dispute la saison 2005-2006 sous les couleurs de Bastia et inscrit 7 buts en 21 matches.

#### Une saison à Sedan puis retour en Corse (2006-2010)
En mai 2006, Fabrice Jau s'engage pour deux saisons avec le Sedan, avec une troisième saison optionnelle en cas de maintien en première division.
Il dispute 22 rencontres avec les Sangliers qui sont relégués en Ligue 2 au terme de la saison 2006-2007. Jau décide alors de retourner au SC Bastia, où il reste jusqu'à l'été 2010.

## Palmarès
SC Bastia
- Finaliste de la Coupe de France en 2002

 AS Saint-Étienne
- Champion de France de L2 en 2004